# متحف صالح عبد اللطيف الظفر
متحف صالح عبد اللطيف الظفر أحد متاحف المنطقة الشرقية في الأحساء، أسسه صالح عبد اللطيف الظفر.

## معروضات المتحف
يضم المتحف العديد من الأدوات والقطع التراثية حيث يضم الكثير من الأواني الفخارية بأحجام مختلفة من أزيار لتبريد الماء وجرار لحفظ بعض السوائل وقسم خاص بأدوات الضيافة وإعداد القهوة المكونة من منفاخ النار وملقط الجمر والمحاميس لتحميص البن والنجر والطاحونة لطحن القهوة وكذلك الشت الذي توضع به الفناجيل للمحافظة عليها أثناء السفر كونها من الزجاج ومعرضة للكسر، وكذلك العديد من دلال القهوة وأباريق الشاي.
ويضم المتحف أيضا العديد من الأدوات المتعلقة بالزراعة والري كالمحراث لحرث الأرض والمحالة والرشا والدلو لإخراج وسحب الماء من البئر على أدوات الحرب والسلاح من بنادق وسيوف وخناجر ويضم أيضا أواني الطبخ من قدور وصحون ومراكيب وغيرها، كما يضم قسم خاص بالملابس الرجالية والأحذية القديمة وكذلك الملابس النسائية والحلي وأدوات الزينة وكذلك العديد من الأبواب والشبابيك القديمة بأنواعها وبعض الأقفال القديمة والنادرة.
ويوجد دكان صغير يضم العديد من مستلزمات وحاجيات الإنسان قديما ويحتوي المتحف على بعض الأكشاك التي يضم كل واحد منها عدد وأدوات حرفة من الحرف أو المهن القديمة.
يضم متحف صالح عبد اللطيف الظفر أدوات الضيافة، وأدوات إعداد القهوة، وأدوات الحرب والسلاح، وأواني الطبخ، والأبواب والشبابيك القديمة والأقفال النادرة، كما يوجد دكان صغير يضم مستلزمات وحاجيات الإنسان قديماً، وأكشاك تضم أدوات الحرف أو المهن القديمة.
يضم أيضا مجموعة من العملات الورقية والمعدنية وطوابع البريد العالمية، وبعض المخطوطات الهامة، ودفاتر قديمة.

## التكريم
تم تكريم مؤسس المتحف صالح عبد اللطيف الظفر من قبل وزير الثقافة والإعلام السعودي عادل زيد الطريفي في معرض الرياض الدولي للكتاب عام 1436 هـ.

## اقرأ أيضًا
- متحف وليد الناجم
- متحف محافظة الغاط